# Never Stop
«Never Stop» — сингл британського, пост-панк-гурту, Echo & the Bunnymen, був випущений, 8 липня 1983, року. Посів 12-те місце в UK Singles Chart.

## Чарти
| Чарт (1983)                     | Найвища позиція |
| ------------------------------- | --------------- |
| Irish Singles Chart             | 8               |
| New Zealand (Recorded Music NZ) | 49              |
| UK Singles Chart                | 15              |